# Barry Kelly (canoë-kayak)
Barry Kelly, né le 24 septembre 1954 à Byron Bay, est un kayakiste australien.

## Carrière
Barry Kelly participe aux Jeux olympiques de 1984 à Los Angeles et remporte la médaille de bronze en K-2 1000m avec Grant Kenny.